# Château de Villeneuve-Lembron
Le château de Villeneuve-Lembron est un château situé à Villeneuve entre Clermont-Ferrand et Saint-Flour, dans le département du Puy-de-Dôme en France. Géré pour le compte de l'État par le Centre des monuments nationaux, il est réputé pour l'intérêt de ses décors peints.

## Histoire
Le château de Villeneuve-Lembron fut édifié à la fin du XVe siècle pour  Rigaud d’Aureille, bailli des montagnes d’Auvergne, maître d’hôtel des rois Louis XI, Charles VIII, Louis XII et François Ier et ambassadeur auprès de  Maximilien d'Autriche.
La terre de  Villeneuve échut au début du XVIe siècle à la famille des Montmorin. Gaspard de Montmorin ajouta au charme du château des décors peints dont on peut encore voir de  remarquables témoignages dans la salle d’apparat (embrasures des fenêtres) et dans les grandes écuries.
En 1643, Villeneuve-Lembron fut acquis par Isaac Dufour, trésorier de France au bureau des finances de la généralité de Riom, qui apporta lui aussi des aménagements au bâtiment. Il transforma la cour intérieure, aménagea une galerie à portique et décora en outre les plafonds et les cheminées du premier étage. En 1754, Élisabeth Catherine Dufour de Villeneuve, dont Isaac Dufour était le trisaïeul, épousa Michel Pellissier de Féligonde (1729-1767), et le château entra ainsi dans cette famille. Son arrière-petite-fille, Léontine Pellissier de Féligonde, épousa en 1855 Adrien de Roquecave d'Haumières, baron de Thuret ; les barons de Thuret conservèrent le château jusqu'en 1919.
Le dernier propriétaire privé du château, Georges Tixier, en fit don à l'État en 1937.
Le château, ainsi que ses fossés, la porte d'entrée de la ferme voisine, la décoration intérieure et la salle voûtée ornée de peintures font l’objet d’un classement au titre des monuments historiques depuis le 25 mai 1926. Depuis 1937, l'État possède le château, qui est géré par le centre des monuments nationaux et a entrepris de grands travaux de restauration tout en l'ouvrant à la visite.

## Architecture et décors

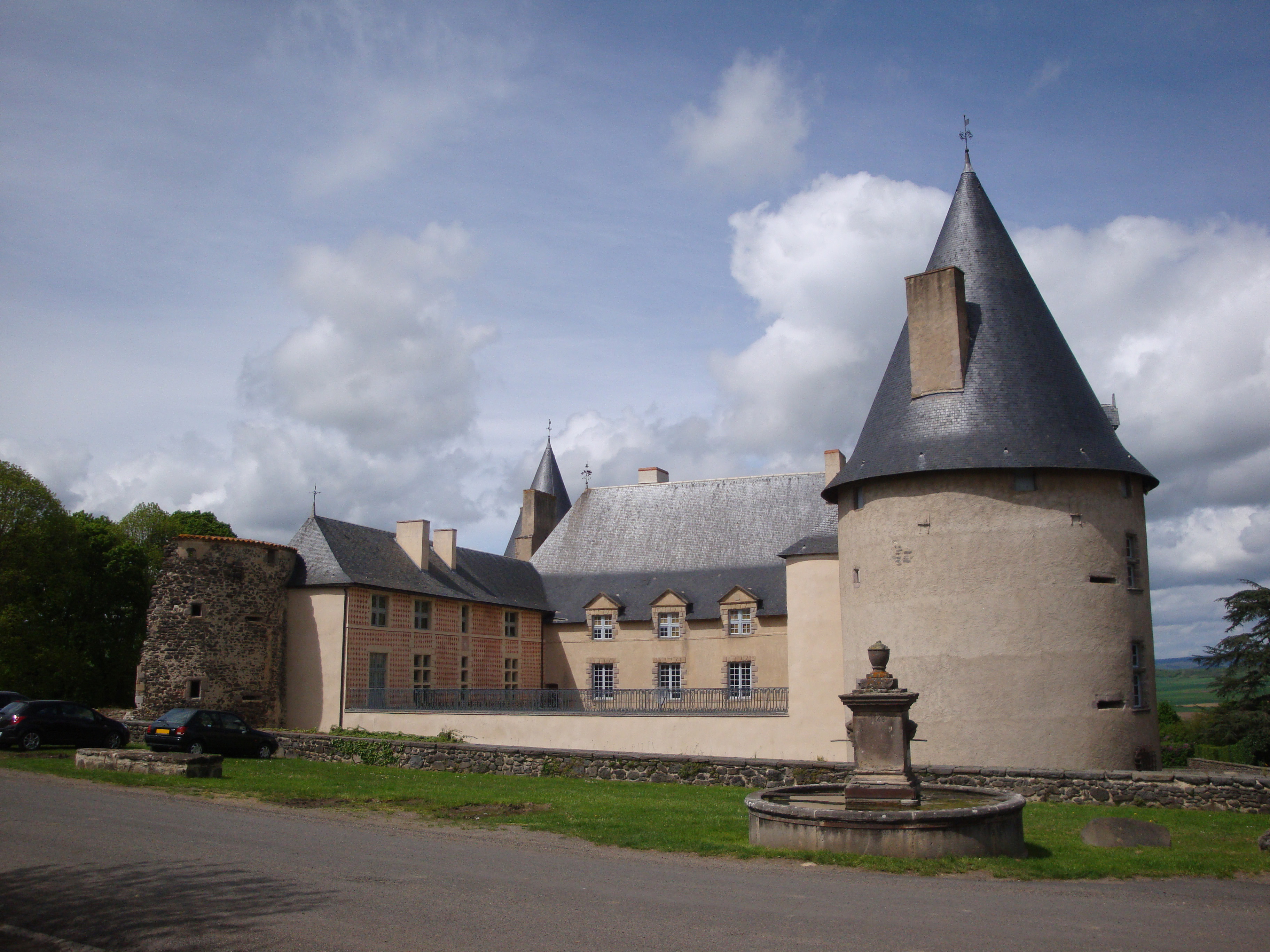
Façade Sud avec sa terrasse.
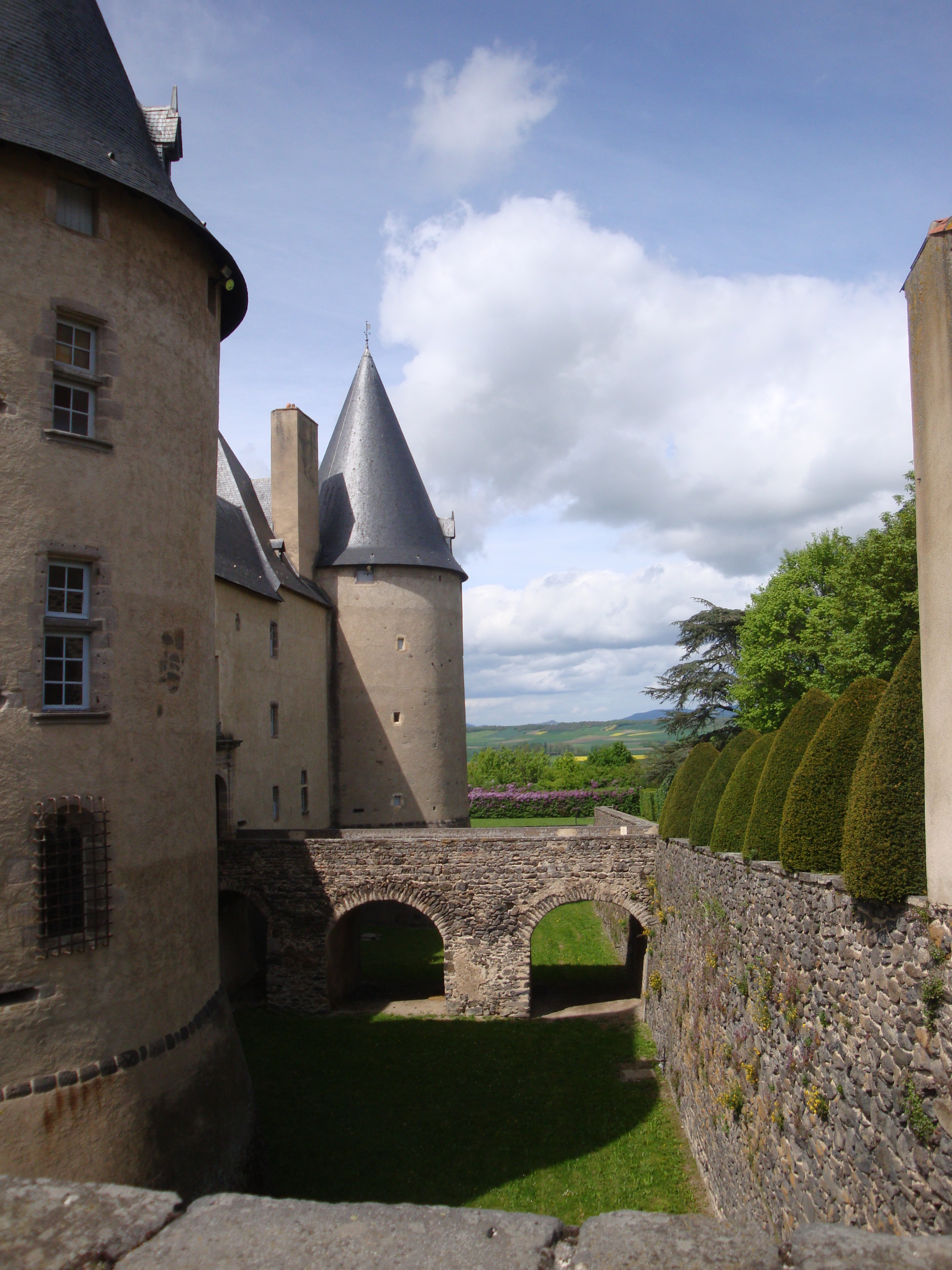
Douves de la façade Est.
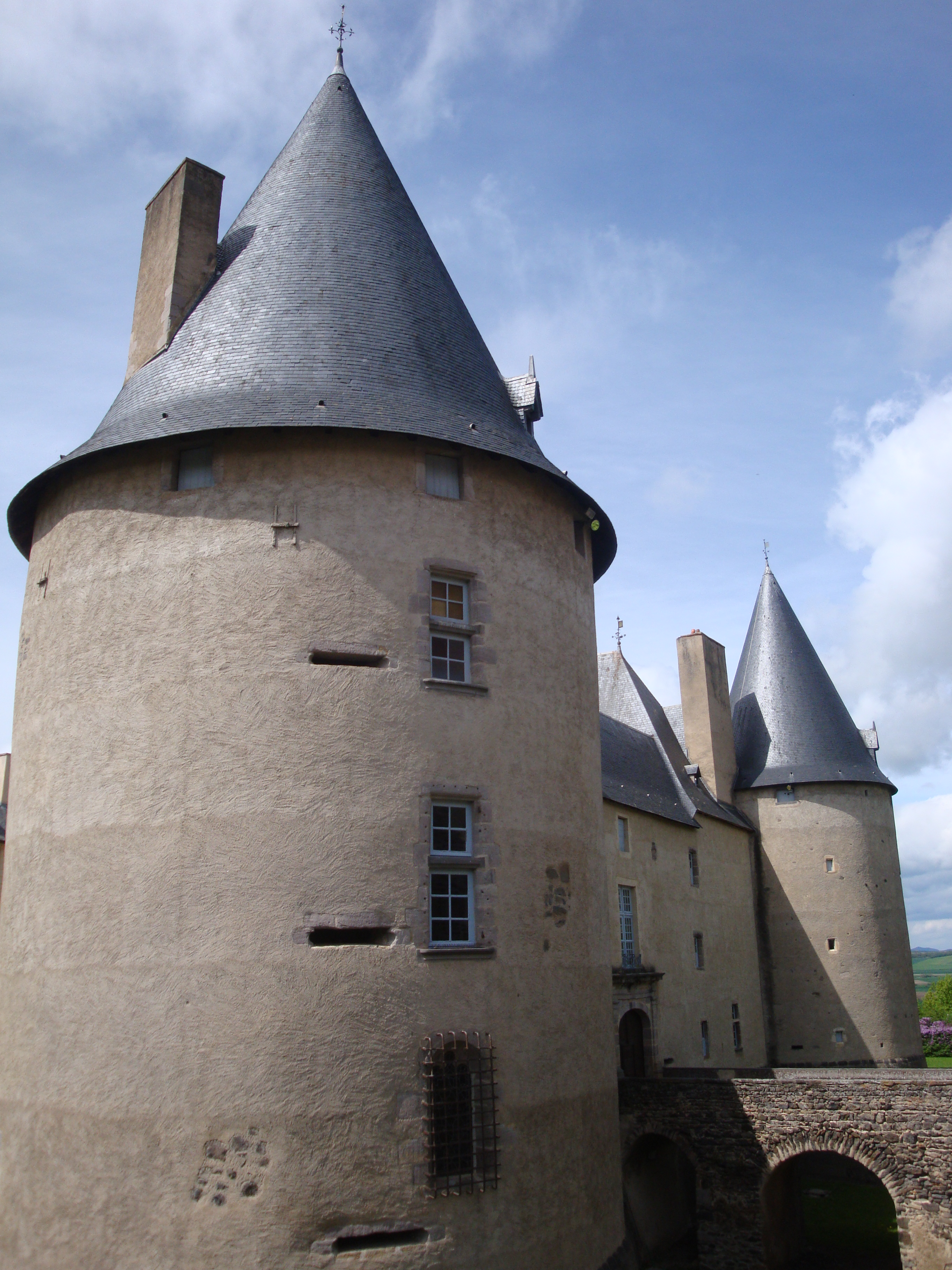
Tour Sud-ouest.
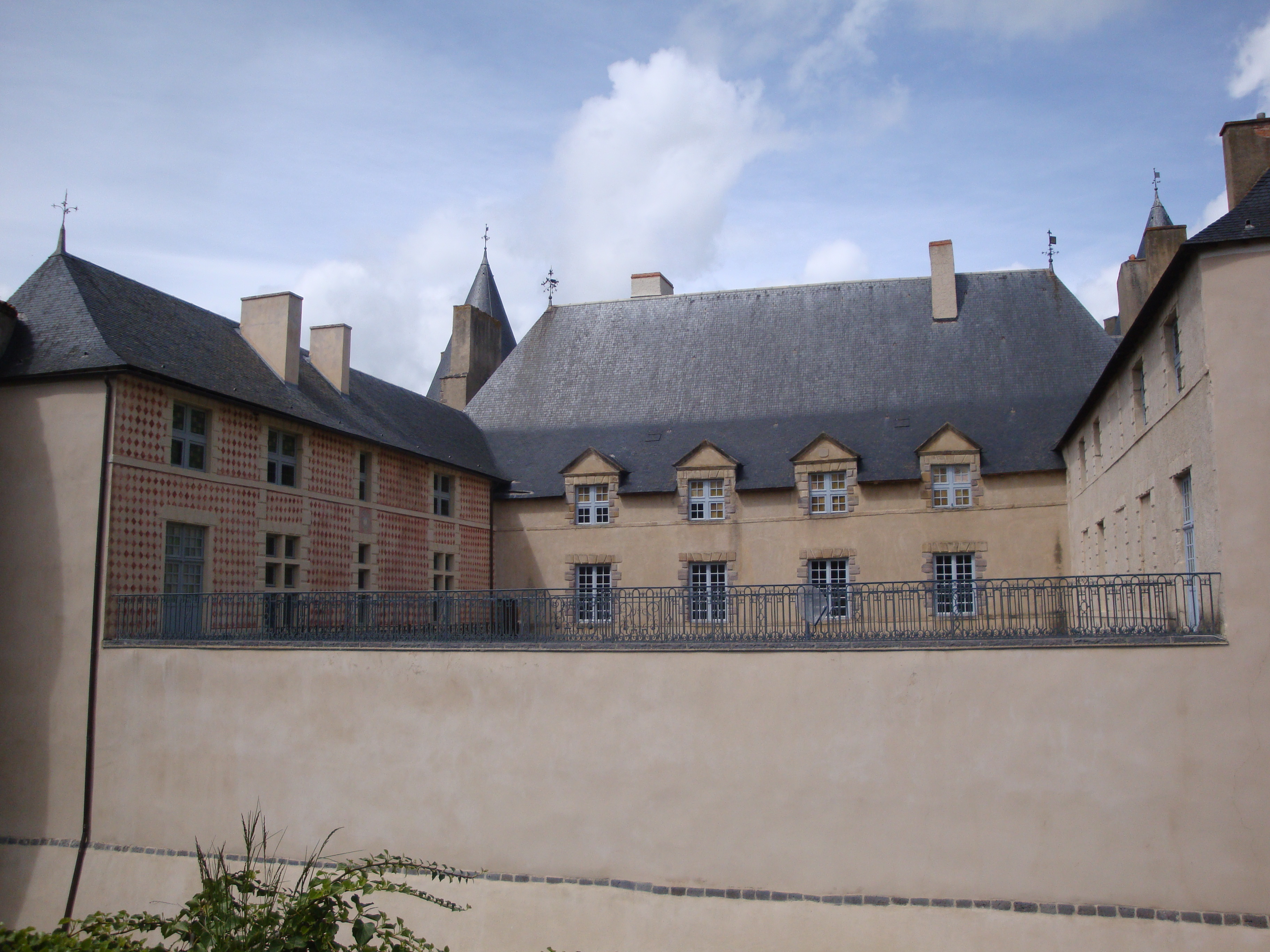
La terrasse.

Le château de Villeneuve-Lembron, est formé de trois corps de logis flanqués de quatre tours cylindriques autour d'une cour dont le quatrième côté est une terrasse. Cet ensemble est entouré de fossés et l'on accède à cette enceinte intérieure par une porte en anse de panier qui donne accès à une basse cour. C'est un château de transition entre le Moyen Âge et la Renaissance : les quatre tours rondes et les larges fossés témoignent de l'idée du rôle défensif des châteaux qui persistait encore à l'époque de sa construction. En revanche, l'aménagement intérieur est bien celui d'un château de plaisance. Les menuiseries et les serrureries de ces logis datent du XVe siècle.
Les ailes est et ouest ont été construites sous Louis XIII et des ouvertures, portes et fenêtres, ont été refaites.
Sous la galerie, la cour intérieure est ornée au rez-de-chaussée, de peintures humoristiques à fresque. En effet, à l'abri des galeries de la cour, la vivacité de l'imaginaire médiéval revit grâce aux peintures murales : on remarquera en outre un portrait de Rigaud d'Aureille et des illustrations de contes satiriques comme le « dit de la Bigorne » et celui de la « Chiche Face » ainsi que le « dit de l'astrologue » et le « dit du vieux maître d'hôtel ».
Les successeurs de Rigaud d'Aureille ornèrent le château de décors Renaissance : la voûte du bâtiment des écuries est décorée de peintures murales évoquant l'opposition du bien et du mal. Les ébrasements des fenêtres se peuplent quant à eux de personnages de la mythologie romaine.
L'État a racheté un ensemble de huit portraits représentant des membres de la famille Pellissier de Féligonde, qui étaient conservés dans le château jusqu'à la dispersion des collections par le baron de Thuret au début du XXe siècle, afin de les réinstaller dans le salon blanc.